# Neverending Nightmares
Neverending Nightmares è un videogioco survival horror sviluppato dalla Infinitap Games. Per lo sviluppo ci si è ispirati ai disturbi ossessivi-compulsivi e alla depressione sofferta dal capo disegnatore Matt Gilgenbach; come dallo stesso dichiarato in una intervista.

## Modalità di gioco
Il giocatore impersona Thomas, un uomo che si sveglia da un incubo ma che si trova subito in un altro. Il giocatore, nel condurre Thomas attraverso i suoi sogni, vedrà sempre, tra un sogno e l'altro, visioni terrificanti e orridi mostri che infestano gli incubi del protagonista stesso. Spesso Thomas muore nei suoi incubi talvolta anche autoferendosi. Ogni volta che si risveglia da un incubo ciò rappresenta un checkpoint e sistema di salvataggio. Il gioco ha tre diversi finali, tutti influenzati dall'azione del giocatore e dai risultati degli incubi.

## Trama
Thomas Smith, è un giovane uomo che soffre di una apparente serie senza fine di incubi (da cui il titolo). In questi incubi esso ha la rappresentazione orrenda e cupa della propria depressione. Spesso negli stessi incubi commette atti di autolesionismo o suicidio. Durante questi incubi incontra, Gabby, presentata da Thomas come sua sorella minore. Gabby viene più volte incontrata da Thomas in situazioni di morte. La trama si sviluppa nell'Ottocento e in varie location tra cui una magione, un cimitero, un manicomio, una foresta e un ospedale. 
A seconda delle scelte del giocatore, Thomas alla fine si sveglierà in tre diversi modi.
- Sognatore Ribelle: dopo essersi svegliato, il giovane Thomas va nella stanza di Gabby e le dà un bacio della buonanotte.[3]
- Sogni Distrutti: dopo essere scappato dalla versione incuba di sé stesso, Thomas si sveglia lentamente in ospedale. Il suo braccio è bendato e sanguinante. Gabby, sia come sorella che moglie, lo invita a svegliarsi e si rallegra quando finalmente lo fa.[3]
- Il Finale Discendente: un adulto Thomas si sveglia alla sua scrivania, dove legge una lettera da Gabrielle, sua moglie. Dopo aver perso la loro figlia, Gabrielle è stata costretta a lasciare Thomas, poiché non riusciva a superare la tragedia. Dopo aver letto la lettera, Thomas piange tranquillamente sulla sua sedia. Un ritratto sul muro fa capire che la ragazza assassinata all'inizio era sua figlia, non Gabrielle.[3]

## Sviluppo
Lo sviluppo di Neverending Nightmares è iniziato nel 2013. Nel settembre del 2013, è stata avviata una campagna di Kickstarter per lo sviluppo che ha avuto successo.
Il videogioco è stato reso disponibile su Steam e Ouya dal 26 settembre 2014.

## Accoglienza
Neverending Nightmares ha avuto una "generale critica positiva" nonostante abbia sotto alcuni aspetti deluso le aspettative crescenti ricevute in fase di sviluppo.
| Pubblicazione  | Voto |
| -------------- | ---- |
| Everyeye       | 7    |
| Multyplayer.it | 8    |
| SpazioGames.it | 7,5  |